# Chindongo
Chindongo es un género de Perciformes, unos cíclidos mbuna de la tribu Haplochromini endémicos del Lago Malaui. El género fue descrito en 2016.

## Especies
Actualmente hay once especies reconocidas en este género:
- Chindongo ater (Stauffer, 1988)
- Chindongo bellicosus (Li, Konings & Stauffer, 2016)
- Chindongo cyaneus (Stauffer, 1988)
- Chindongo demasoni (Konings, 1994)
- Chindongo elongatus (Fryer, 1956)
- Chindongo flavus (Stauffer, 1988)
- Chindongo heteropictus (Staeck, 1980)
- Chindongo longior (Seegers 1996)
- Chindongo minutus (Fryer 1956)
- Chindongo saulosi (Konings, 1990)
- Chindongo socolofi (Johnson, 1974)